# Sognando Manhattan
Sognando Manhattan (Queens Logic) è un film del 1991 diretto da Steve Rash.

## Trama
Alcuni amici si ritrovano a Manhattan e fanno un bilancio delle loro vite. C'è Dennis, che ha velleità di musicista, Ray che è in crisi con la futura moglie; mentre Al viene lasciato da Carla, che è esasperata della sua immaturità. Eliot è invece un omosessuale in crisi di identità.

## Distribuzione
Il film è uscito nelle sale cinematografiche statunitensi il 1º febbraio 1991.